# Левесон-Гоуэр, Джон, 1-й граф Гоуэр
Джон Левесон-Гоуэр, 1-й граф Гоуэр (англ. John Leveson-Gower, 1st Earl Gower; 10 августа 1694 — 25 декабря 1754) — британский дворянин и политик-тори из семьи Левесон-Гоуэр. Был известен как барон Гоуэр с 1709 по 1746 год. Он был одним из первых тори, вступивших в правительство после ганноверского престолонаследия.

## Титулатура
6-й баронет Гоуэр (с 31 августа 1709 года), 2-й барон Гоуэр из Ститтенхема, Йоркшир (с 31 августа 1709), 1-й виконт Трентам из Трентама, Стаффордшир (с 8 июля 1746), 1-й граф Гоуэр (с 8 июля 1746 года).

## Исторический фон
Родился 10 августа 1694 года. Старший сын Джона Левесон-Гоуэра, 1-го барона Гоуэра (1675—1709), и его жены, Леди Кэтрин Маннерс (1675—1722). Его дедом и бабкой по материнской линии были Джон Маннерс, 1-й герцог Ратленд (1638—1711), и Кэтрин Ризли Ноэль (1657—1732/1733), дочь Баптиста Ноэлья 3-го виконта Кампдена. Он получил образование в Гимназии Адамса и Вестминстерской школе перед поступлением в Крайст-черч (Оксфордский университет) в 1710 году. Примерно в 1730 году Джон Гоуэр возвел первый Трентам-Холл основе конструкции Бакингем-хаус (Букингемский дворец). Ему была присуждена степень доктора философии в Крайст-черче в 1732 году.

## Политическая карьера
В 1739 году Джон Гоуэр стал одним из основателей лондонского госпиталя для подкидышей. Затем он служил лордом-хранителем Малой печати с 1742 по 1743 год и с 1744 по 1754 год. Он был видным политиком-тори, первым крупным тори, вошедшим в правительство после восшествия на престол короля Георга I, когда он присоединился к администрации Джона Картерета, 2-го графа Гренвиля, в 1742 году. Он также был назначен в Тайный совет Великобритании в 1742 году. 8 июля 1746 года ему были пожалованы титулы 1-го виконта Трентама из Трентама в графстве Стаффордшир и 1-го графа Гоуэра.

## Семья
13 марта 1711 или 1712 года Джон Левесон-Гоуэр женился на леди Эвелин Пиррепонт (6 сентября 1691 — 26 июня 1729), дочери Эвелина Пиррепонта, 1-го герцога Кингстон-апон-Халла, и его первой жены леди Мэри Филдинг. Мэри была дочерью Уильяма Филдинга, 3-го графа Денби, и его жены Мэри Кинг. От первой жены у графа было одиннадцать детей:
- Достопочтенный Джон Левесон-Гоуэр (28 ноября 1712 — 15 июля 1723).
- Леди Гертруда Левесон-Гоуэр (15 февраля 1714 — 1 июля 1794), вышедшая замуж в 1737 году за Джона Рассела, 4-го герцога Бедфорда (1710—1771).
- Достопочтенный Уильям Левесон-Гоуэр (17 февраля 1715 — 4 апреля 1739).
- Леди Мэри Левесон-Гоуэр (30 октября 1717 — 30 апреля 1778), вышедшая замуж в 1739 году за сэра Ричарда Роттсли, 7-го баронета (1721—1769)
- Леди Фрэнсис Левесон-Гоуэр (12 августа 1720—1788), которая вышла замуж в 1744 году за лорда Джона Филиппа Сэквилла (1713—1765), сына Лайонела Сэквилла, 1-го герцога Дорсета, и родила единственного сына Джона Сэквилла, 3-го герцога Дорсета (1745—1799).
- Гренвиль Левесон-Гоуэр, 1-й маркиз Стаффорд (4 августа 1721 — 26 октября 1803).
- Леди Элизабет Левесон-Гоуэр (20 января 1724 — 28 апреля 1784), вышедшая замуж в 1751 году за Джона Уолдгрейва, 3-го графа Уолдгрейва (1718—1784).
- Леди Эвелин Левесон-Гоуэр (26 января 1725 — 14 апреля 1763), 1-й муж с 1744 года Джон Фицпатрик, 1-й граф Верхнего Оссори (1719—1758), 2-й муж с 1759 года Эдвард Вернон (1726—1800). Генриетта Вернон, дочь Ричарда Вернона и Эвелин Левесон-Гоуэр, вышла замуж 14 июля 1776 года в доме своего дяди графа Гоуэра в Уайтхолле за Джорджа Гревилля, 2-го графа Уорика (1746—1816).
- Достопочтенный Ричард Левесон-Гоуэр (30 апреля 1726 — 19 октября 1753), член Палаты общин. Он никогда не был женат и не имел потомства.
- Достопочтенная Кэтрин Левесон-Гоуэр (род. 31 мая 1727 — умерла в младенчестве)
- Достопочтенная Диана Левесон-Гоуэр (31 мая 1727—1737).

31 октября 1733 года Джон Гоуэр вторым браком женился на Пенелопе Стоунхаус (? — 19 августа 1734), дочери сэра Джона Стоунхауса, 3-го баронета, и имел потомство:
- Достопочтенная Пенелопа Левесон-Гоуэр (июнь 1734 — 26 февраля 1742).

16 мая 1736 года Джон Гоуэр женился в третий раз на леди Мэри Тефтон (6 июля 1701 — 19 февраля 1785), вдове Энтони Грея, графа Гарольда (1695—1723), дочери Томаса Тефтона, 6-го графа Тенета (1644—1729), и леди Кэтрин Кавендиш (? — 1712). У супругов было двое сыновей:
- Достопочтенный Томас Левесон-Гоуэр (23 августа 1738 года — умер в младенчестве)
- Адмирал Достопочтенный Джон Левесон-Гоуэр (11 июля 1740 — 28 августа 1792), женился в 1773 году на Фрэнсис Боскауэн (1746—1813), дочери адмирала Эдварда Боскауэна.